# 白い荒野 (映画)
『白い荒野』（しろいこうや、原題：White Wilderness）は1958年8月12日に公開されたウォルト・ディズニー・プロダクション製作の記録映画。日本での上映は1960年2月21日。上映時間は72分。

## スタッフ
- 音楽：オリバー・ウォレス
- 録音：ロバート・O・クック
- 特殊効果：アブ・アイワークス
- プロデューサー：ベン・シャープスティーン&ウォルト・ディズニー
- 監督：ジェームズ・アルガー

## キャスト
| 配役         | オリジナル版           | 日本語吹替 （劇場公開版） | 日本語吹替 （ポニー・バンダイ版） |
| ------------ | ---------------------- | ------------------------- | --------------------------------- |
| ナレーション | ウィンストン・ヒブラー | 財前和夫                  | 内田稔                            |